# Paris Université Club (pallamano)
Il Paris Universitè Club, abbreviato in PUC, è la sezione di pallamano maschile della omonima polisportiva francese con sede a Parigi.
La polisportiva è stata fondata nel 1906.

## Palmarès

### Trofei nazionali
- Campionato francese di pallamano maschile: 4
  - 1955-56, 1958-59, 1961-62, 1973-74.